# Buciara
Buciara là một chi bướm đêm thuộc họ Noctuidae.

## Các loài
- Buciara bipartita Walker, 1869